# Реймонд (Мен)
Реймонд (англ. Raymond) — місто (англ. town) в США, в окрузі Камберленд штату Мен. Населення — 4536 осіб (2020).

## Демографія
Згідно з переписом 2010 року, у місті мешкало 4436 осіб у 1773 домогосподарствах у складі 1289 родин. Було 2852 помешкання
Расовий склад населення:
| - 97,2 % — білих - 0,4 % — корінних американців - 0,4 % — чорних або афроамериканців - 0,3 % — азіатів - 0,1 % — вихідців з тихоокеанських островів |

До двох чи більше рас належало 1,5 %. Частка іспаномовних становила 0,9 % від усіх жителів.
За віковим діапазоном населення розподілялося таким чином: 22,0 % — особи молодші 18 років, 64,8 % — особи у віці 18—64 років, 13,2 % — особи у віці 65 років та старші. Медіана віку мешканця становила 44,6 року. На 100 осіб жіночої статі у місті припадало 95,5 чоловіків;  на 100 жінок у віці від 18 років та старших — 96,2 чоловіків також старших 18 років.
Середній дохід на одне домашнє господарство  становив 90 054 долари США (медіана — 72 457), а середній дохід на одну сім'ю — 103 202 долари (медіана — 89 453). Медіана доходів становила 61 442 долари для чоловіків та 45 300 доларів для жінок. За межею бідності перебувало 6,3 % осіб, у тому числі 8,3 % дітей у віці до 18 років та 4,0 % осіб у віці 65 років та старших.
Цивільне працевлаштоване населення становило 2614 осіб. Основні галузі зайнятості: освіта, охорона здоров'я та соціальна допомога — 26,7 %, роздрібна торгівля — 11,7 %, науковці, спеціалісти, менеджери — 9,3 %, фінанси, страхування та нерухомість — 9,1 %.